# Lisis (Plató)
Lisis és un diàleg de Plató sobre la naturalesa de l'amistat. Generalment és classificat com un diàleg de joventut.
Els personatges principals són Sòcrates, els nois Lisis i Menexeu, que són amics també d'Hippothales, el qual està secretament enamorat de Lisis. Després de la primera conversa inicial, Hippothales s'amaga entre els oients. Sòcrates proposa quatre possibles nocions sobre la veritable naturalesa de l'amistat:
- 1. Amistat entre gent que és similar, interpretada per Sòcrates com a amistat entre humans bons.
- 2. Amistat entre gent que és diferent.
- 3. Amistat entre gent que no és ni bona ni dolenta i la bona gent, en presència del mal.
- 4. Gradualment emergent: amistat entre aquells que són similars (oikeioi - no afins) per la naturalesa de les seves ànimes.

Al final, Sòcrates sembla descartar totes aquestes idees com a equivocades, encara que les seves refutacions paralògiques tenen forts indicis d'ironia sobre aquestes.